# TKB–059
A TKB–059 (oroszul: ТКБ–059) szovjet 7,62 mm-es kísérleti, háromcsövű, bullpup elrendezésű gépkarabély, amelyet German Korobov tervezett a tulai Sport- és Vadászfegyverek Központi Kísérleti Tervezőirodájában (CKIB SZOO) az 1960-as években.
Az 1960-as években több országban is kísérleteztek többcsövű fegyverekkel. A Szovjetunióban Korobov 1962-ben szerkesztett egy kísérleti fegyvert a 7,62×39 mm-es köztes lőszerre, amelynél három fegyvercsövet alkalmazott. A 3B jelzésű, bullpup rendszerű fegyvernél a különleges, háromcsövű kialakítással a cél a tűzsűsűrég és a tűzgyorsaság növelése volt. A három egymás mellett elhelyezett cső egy közös lafettában foglalt helyet. A három csőnek külön-külön lőszerellátása volt a háromosztásos, 3×30 lőszert befogadó szekrénytárból. A lefettán hátramozgó csőblokkban egy hátrasiklás során 0,1 s késleltetéssel váltották ki a lövéseket, így nagy pontoságú hármas tűzcsapást tudott végrehajtani. (Ezt a megoldást később az AN–94-es gépkarabélynál alkalmazták, de ott egy fegyvercsővel.) Ezzel a megoldással igen magas, 1800 lövés/perc elméleti tűzgyorsaságot értek el a fegyverrel. 1965–1966-ban Korobov a 3B kísérleti fegyvert átdolgozta, és egy letisztultabb változatként megépítette a TKB–059 kísérleti változatot, amelyhez az AK gépkarabélyok több részegységét is felhasználták a gyártás egyszerűsítése érdekében.
A fegyvert a Szovjet Hadseregnél tesztelték, de a rendszeresítéstől és a sorozatgyártától eltekintettek. A nagy tűzgyorsasága ellenére több előnytelen tulajdonsága is volt. A nagy mozgó tömeg miatt a fegyver hátrarugása jelentős volt. A fegyver bonyolult felépítésű volt, kezelése és karbantartása nehézkes, és zavaró volt a fegyverben a csőblokkal együttmozgó tár is. Egyes lövések leadására nem volt alkalmas, csak hármas sorozat volt a legrövidebb tüzelési mód.
A prototípus a Tulai Fegyvermúzeumban van kiállítva.